# David Heavener
David Heavener (ur. 22 grudnia 1958 w Louisville) – amerykański aktor, producent filmowy, reżyser, scenarzysta i piosenkarz.

## Życiorys

### Wczesne lata
Urodził się w Louisville w stanie Kentucky. W wieku 17. lat przeniósł się do Nashville, aby zapoczątkować karierę jako piosenkarz, autor tekstów i muzyk country. W ciągu kilku lat, napisał dziesiątki kompozycji do programów takich jak Hee-Haw czy The Tonight Show.

### Kariera
W 1982 ukazał się singiel z piosenką "I Am The Fire", a w 1987 wydany został album Outlaw Force. Kolejne jego albumy to Hitman (1995) i Outlaw Prophet (2005).
Napisał scenariusz, wyreżyserował, wyprodukował ponad 30. produkcji dla wytwórni Troma, w których też zagrał, począwszy od dramatu Outlaw Force (1988) z Frankiem Stallone, westernu sci-fi Deadly Reactor (1989) ze Stuartem Whitmanem, dramacie kryminalnym Przekręcona sprawiedliwość (Twisted Justice, 1990) z Erikiem Estradą, Shannon Tweed, Donem Stroud i Karen Black, Główny cel (Prime Target, 1991) z Tonym Curtisem, Isaakiem Hayesem i Robertem Reedem, a skończywszy na erotycznym Bogini z Los Angeles (L.A. Goddess, 1993) z Kathy Shower i Jeffem Conawayem, Oczami przybysza (Eye of the Stranger, 1993) u boku Martina Landau, Sally Kirkland i Dona Swayze czy Angel Blade (2002) u boku Marca Singera, Louisa Mandylora i Margot Kidder.
Wiele jego filmów prezentowanych było na antenie HBO, Showtime i telewizji sieciowej. Wystąpił również gościnnie w takich serialach telewizyjnych NBC jak Detektyw Hunter (Hunter, 1990) jako detektyw czy operze mydlanej Dni naszego życia (Days Of Our Lives). Brał też udział w programach Entertainment Tonight i Backstage West.

## Wybrana filmografia

### filmy fabularne
- 1985: The Border of Tong  jako detektyw Randy Walker
- 1988: Outlaw Force jako Billy Ray Dalton
- 1989: Deadly Reactor jako Cody
- 1990: Przekręcona sprawiedliwość (Twisted Justice) jako James Tucker
- 1990: Kill Crazy jako Alexander Grady Puckett
- 1991: Główny cel (Prime Target) jako John Bloodstone
- 1991: Wściekły kickboxer (Ragin' Cajun)
- 1993: L.A. Goddess jako Damian Sterling
- 1993: Oczami przybysza (Eye of the Stranger) jako nieznajomy
- 1995: Dragon Fury jako pan młody
- 1996: Fugitive X: Innocent Target (TV) jako Adam Trent
- 1997: Guns of El Chupacabra jako nieznajomy X
- 1999: Atlanta Blue jako Roy
- 2000: The Catcher jako Walker
- 2001: Outlaw Prophet jako John 141
- 2002: Angel Blade jako Bradley Cooper
- 2003: Rock n' Roll Cops 2: The Adventure Begins jako Bonzarelli
- 2004: Curse of the Maya jako Michael
- 2006: Costa Chica: Confession of an Exorcist jako Michael San Chica
- 2006: Psycho Weene jako Adam
- 2009: Curse of the Maya jako
- 2016: Memphis Rising: Elvis Returns jako Wielki M

## Dyskografia

### albumy
- 1987: Outlaw Force (wyd. Century VII/Brent Records 9999)
- 1995: Hitman (wyd. Playback Records)
- 2005: Outlaw Prophet (wyd. Wisdom Records)

### single
- 1982: "I Am The Fire" (wyd. Brent Records D.H 1020-RE)